# Orden al Mérito en el Trabajo
La Orden al Mérito en el Trabajo es una condecoración venezolana conferida por disposición del presidente, mediante resolución ejecutiva firmada por el Ministerio del Trabajo y publicada en la Gaceta Oficial de Venezuela. 

## Historia
Fue creada en el año 1954 por decreto presidencial del entonces mandatario Marcos Pérez Jiménez, para reconocer y premiar "a empleados y obreros, que se hubieran distinguido por su eficacia, preparación y perseverancia en el trabajo, y su ejemplar conducta cívica y familiar", tal como lo expresa el artículo 2 de la Ley de la Condecoración. 

## Clases
Este galardón es otorgado en tres clases: 
- Clase Oro: Conferida a trabajadores cuya trayectoria laboral comprenda un mínimo de 30 años de servicio y posea una conducta intachable en su hoja laboral.
- Clase Plata: Conferida a trabajadores cuya trayectoria laboral comprenda entre los 20 y 29 años de servicios. Igualmente, deben poseer una hoja de servicio impecable.
- Clase Bronce: Conferida a trabajadores cuya trayectoria laboral comprenda entre 15 y 19 años de servicio. Debe poseer una hoja de servicio impecable.

| Barra           |                   |                    |
| 1.ª Clase - Oro | 2.ª Clase - Plata | 3.ª Clase - Bronce |

## Personalidades que la recibieron
| Año  | Nombre                         | Clase   | Nota                                                    | 1981 | Felix Gustavo Figueroa | Segunda | Gaceta Oficial de Venezuela |  |
| 1979 | Ángel D. Roqué Álvarez         | Primera | Gaceta Oficial de Venezuela                             |      |                        |         |                             |  |
| 1982 | Carlos José Meneses Perez      | Primera | Gaceta Oficial de Venezuela                             |      |                        |         |                             |  |
| 1987 | Manuel Ochoa Acuña             | Primera |                                                         |      |                        |         |                             |  |
| 1981 | Cirilo Mendoza                 | Tercera | Gaceta Oficial de Venezuela #2823 (14 de julio de 1981) |      |                        |         |                             |  |
| 1992 | Luis Manuel Ochoa Castellanos  | Tercera |                                                         |      |                        |         |                             |  |
| 1983 | Jesús H. López Planchart       | Primera | Gaceta Oficial de Venezuela 32.860                      |      |                        |         |                             |  |
| 1983 | Jesús Natividad Pérez Araque   | Primera | Gaceta Oficial de Venezuela 32.860                      |      |                        |         |                             |  |
| 1983 | Tulio José Viloria Palma       | Primera | Gaceta Oficial de Venezuela 32.860                      |      |                        |         |                             |  |
| 1983 | Carmen Romelia Rojas           | Primera | Gaceta Oficial de Venezuela 32.860                      |      |                        |         |                             |  |
| 1991 | Josef Leopold Burg             | Primera |                                                         |      |                        |         |                             |  |
|      | Haydée Castillo de López       |         | Gaceta Oficial de Venezuela 32.860                      |      |                        |         |                             |  |
| 2004 | Ruben Argenis Castillo Oropeza | Tercera | Gaceta Oficial de Venezuela 32.860                      |      |                        |         |                             |  |